# 威尔伯特·伦敦
威尔伯特·伦敦三世（英語：Wilbert London III，1997年8月17日—）生于得克萨斯州韦科，是一名美国男子田径运动员，主攻短跑项目，曾就读于贝勒大学，并代表该校参加校际比赛。他在4岁时受父母影响开始练习田径，在大约9岁时，他首次在得克萨斯州的比赛中赢得冠军。